# Eparchie luhanská
Eparchie Luhansk je eparchie ukrajinské pravoslavné církve Moskevského patriarchátu, jejíž sídlo se nachází ve městě Kamjanske.

## Území a titul biskupa
Zahrnuje správní hranice území Novoajdarského, Perevalského, Slovjanoserbského a Luhanskostanyckého rajónu Luhanské oblasti.
Eparchiálnímu biskupovi náleží titul biskup luhanský a alčevský.

## Historie
Roku 1944 byl zřízen vorošylovhradský vikariát dnipropetrovské eparchie (Vorošylovhrad, dnes Luhansk).
Roku 1949 vznikla samostatná eparchie a do roku 1965 byla spravována chersonskými biskupy. Poté do roku 1990 spadala pod správu oděských biskupů.

## Seznam biskupů

### Vorošylovhradský vikariát dnipropetrovské eparchie
- 1944–1944 Nikon (Petin)

### Eparchie luhanská
- 1949–1965 spravována chersonskými biskupy
  - 1965–1965 Ioasaf (Leljuchin) dočasný správce
- 1965–1990 spravována oděskými biskupy
- 1991–2012 Ioannikij (Kobzev)
- 2012–2021 Mytrofan (Jurčuk)
  - 2021–2021 Pantelejmon (Povoroznjuk) dočasný správce
- od 2021 Pantelejmon (Povoroznjuk)